# Гусиний Брід
Гусиний Брід (рос. Гусиный Брод) — село у Новосибірському районі Новосибірської області Російської Федерації.
Входить до складу муніципального утворення Раздольненська сільрада. Населення становить 571 особа (2010).

## Історія
Згідно із законом від 2 червня 2004 року органом місцевого самоврядування є Раздольненська сільрада.

## Населення
| 2002 | 2007 | 2010 |
| ---- | ---- | ---- |
| 595  | ↘580 | ↘571 |